# 剛毛感覚子

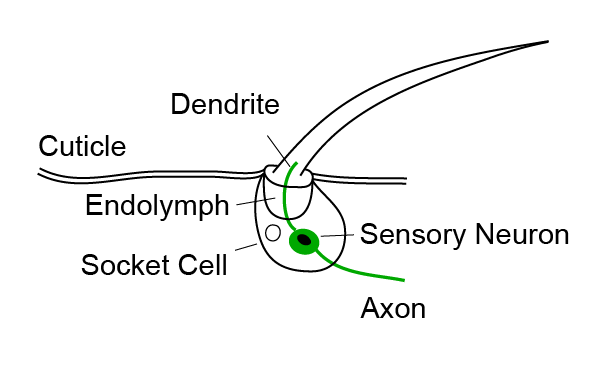
Schematic cross-section of an insect bristle sensillum. Each bristle is composed of a hair with its base fixed to the dendrite of a sensory neuron. The hair acts as a lever that exerts force on the dendrite, inducing mechanotransduction channels to open and producing electrical currents.

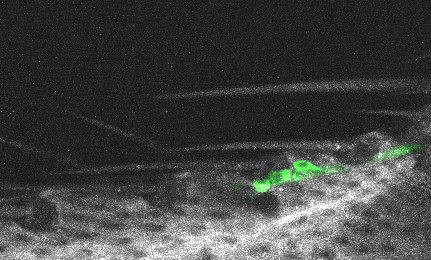
Bristle sensilla on the edge of a fruit fly wing. Green fluorescent labeling shows where sensory neurons innervate the bristles. In this image, some of the neurons are mechanosensory and some are gustatory.

剛毛感覚子（ごうもうかんかくし、英: Bristle sensilla）、または、触毛（英: tactile hairs）とは、昆虫などの節足動物に見られる機械受容器の一種で、外界から発生する機械的刺激に反応する。
そのため、外受容器とみなされている。

## 概要
剛毛感覚子は、その大きさと生理的性質からmacrochaeteとmicrochaeteに大別される。macrochaeteは、microchaeteに比べ太くて頑丈で、また、同じ種における個体間でその数や分布が、macrochaeteの方が一定となっている。種の間においては、近縁種ではmacrochaeteの組織構成がより近しいものとなっているのに対し、microchaeteの構成はより多様で系統的な関連性とはあまり相関がない。

## 構造
各剛毛感覚子は中が空洞となった毛で構成され、その基部は感覚ニューロンの樹状突起に固定されている。毛はレバーとして機能し、例えば、塵や寄生虫によって毛がたわむと、樹状突起に力が加わる。これにより機械的伝達チャンネルが開き、発生した電気信号が軸索に沿って中枢神経系に伝達される。

## 方向性
剛毛は、機械的なたわみに対して方向性を選択することができる。ハエの剛毛は一般的にクチクラに対して45°の角度を持ち、ほとんどの剛毛ニューロンは剛毛をクチクラ側に押す力に最も敏感である。剛毛が1本でも動けば、昆虫が毛繕いをするきっかけとなる。